# Ödmühl
Ödmühl ist ein Gemeindeteil der Gemeinde Trausnitz im Landkreis Schwandorf (Oberpfalz, Bayern).

## Geographie
Die Einöde Ödmühl liegt im mittleren Oberpfälzer Wald, rund 500 m nordöstlich der Ortschaft Trausnitz auf einer Höhe von 410 Metern am rechten Ufer der Pfreimd. Ödmühl ist über die sogenannte Seestraße zu erreichen, die um den Pfreimdstausee führt oder über den Ort Trausnitz.

## Geschichte
In der Oberpfälzer Hammereinigung von 1387 wird hier ein Eisenhammer genannt („Vlreich Hirssel mit dem hamer zu der Ödenmul vnd mit dem hamer zu Hornungsperg (= Ahornberg)“).
In der Steuerbeschreibung des Pflegamtes Nabburg aus dem Jahre 1630 findet sich folgender Eintrag:
„ Oedtmühl 1 Mühle, 2 Ochsen, 3 Kühe, 2 Rinder, 2 Kälber, Steuer 4 Gulden, 44 ¾ Kreuzer“. 1714 kaufte Thomas Freiherr von Quentel das Landsassengut Trausnitz. Eine Auflistung aus dieser Zeit berichtet von einer Familie in Ödmühl.

## Steuerdistrikt und Gemeindebildung
Das Königreich Bayern wurde 1808 in 15 Kreise eingeteilt. Diese Kreise wurden nach französischem Vorbild nach Flüssen benannt (Naabkreis, Regenkreis, Unterdonaukreis usw.). Die Kreise gliederten sich in Landgerichtsbezirke. Die Bezirke wiederum sollten in einzelne Gemeindegebiete eingeteilt werden. 1811 wurde das Landgericht Nabburg in 58 Steuerdistrikte eingeteilt. Einer davon war Trausnitz, „bestehend aus den Dörfern Trausnitz mit dem von Kargschen Schloss und Köttlitz, den Einöden Kaltenthal und Ödmühl, der gutsherrlichen Waldung von Stein, die Sölzer und Kotlitzer Dikigt genannt, der gutsherrlichen Waldung von Hohentreswitz, das Wasserholz genannt, sowie dem Anzerholz“. Der Distrikt zählte insgesamt 94 Häuser mit 629 Einwohnern. Im gleichen Jahr gab es im Landgericht Nabburg 22 Obmannschaften, was im heutigen Sinn einer Gemeinde entspricht. Zur Obmannschaft Trausnitz gehörten Trausnitz, Kaltenthal, Fuchsendorf, Köttlitz, Atzenhof, Schweizerbach, Bornmühle und Ödmühle. Nach dem Gemeindeedikt von 1818 entstand die Gemeinde Trausnitz, bestehend aus den Ortschaften Trausnitz (128 Familien), Kaltenthal (3 Familien), Ödmühl (1 Familie), Atzenhof (10 Familien), Bierlhof (5 Familien) und Schweizerbach (1 Familie).